# Скшиниці-Перші
Скшиниці-Перші (пол. Skrzynice Pierwsze) — село в Польщі, у гміні Яблонна Люблінського повіту Люблінського воєводства.
Населення — 1072 особи (2011).

## Демографія
Демографічна структура станом на 31 березня 2011 року:
|          | Загалом | Допрацездатний вік | Працездатний вік | Постпрацездатний вік |
| -------- | ------- | ------------------ | ---------------- | -------------------- |
| Чоловіки | 492     | 105                | 331              | 56                   |
| Жінки    | 580     | 117                | 309              | 154                  |
| Разом    | 1072    | 222                | 640              | 210                  |